# کنترل پیوند منطقی
در IEEE 802 کنترل پیوند منطقی (انگلیسی: Logical Link Control) به صورت مخفف «LLC» زیرلایه‌ای از لایه ۲ از هفت لایه مدل OSI محسوب می‌شود.